# Västmanland
Västmanland er en historisk provins (landskab) i Svealand i det centrale Sverige. Det indgår i amterne Västmanlands län og (en del af) Örebro län. Den største by er Västerås.